# 1980-as indianapolisi 500
A 64. alkalommal megrendezett Indianapolisi 500 mérföldes versenyt 1980. május 25-én rendeztek meg.
| Helyezés | Rajthely | Rajtszám | Versenyző         | Qual    | Rank | Körök száma | Élen | Kiesés oka   |
| -------- | -------- | -------- | ----------------- | ------- | ---- | ----------- | ---- | ------------ |
| 1        | 1        | 4        | Johnny Rutherford | 192.257 | 1    | 200         | 118  |              |
| 2        | 33       | 9        | Tom Sneva         | 185.290 | 19   | 200         | 16   |              |
| 3        | 32       | 46       | Gary Bettenhausen | 182.463 | 33   | 200         | 0    |              |
| 4        | 17       | 20       | Gordon Johncock   | 186.075 | 15   | 200         | 11   |              |
| 5        | 6        | 1        | Rick Mears        | 187.491 | 7    | 199         | 10   |              |
| 6        | 8        | 10       | Pancho Carter     | 186.480 | 11   | 199         | 5    |              |
| 7        | 16       | 25       | Danny Ongais      | 186.606 | 10   | 199         | 0    |              |
| 8        | 31       | 43       | Tom Bigelow       | 182.547 | 32   | 198         | 0    |              |
| 9        | 19       | 21       | Tim Richmond      | 188.334 | 5    | 197         | 1    |              |
| 10       | 23       | 44       | Greg Leffler      | 183.749 | 22   | 197         | 0    |              |
| 11       | 22       | 29       | Billy Engelhart   | 184.237 | 20   | 193         | 0    |              |
| 12       | 30       | 2        | Bill Vukovich II  | 182.741 | 31   | 192         | 0    |              |
| 13       | 18       | 96       | Don Whittington   | 183.927 | 21   | 178         | 0    |              |
| 14       | 12       | 14       | A.J. Foyt         | 185.500 | 16   | 173         | 0    | Szelep       |
| 15       | 21       | 16       | George Snider     | 185.386 | 18   | 169         | 1    | Motorhiba    |
| 16       | 24       | 18       | Dennis Firestone  | 183.701 | 23   | 137         | 0    | Transmission |
| 17       | 5        | 7        | Jerry Sneva       | 187.852 | 6    | 130         | 0    | Baleset      |
| 18       | 25       | 99       | Hurley Haywood    | 183.561 | 24   | 127         | 0    | Tűz          |
| 19       | 3        | 11       | Bobby Unser       | 189.994 | 3    | 126         | 26   | Turbocharger |
| 20       | 2        | 12       | Mario Andretti    | 191.012 | 2    | 71          | 10   | Motorhiba    |
| 21       | 28       | 38       | Jerry Karl        | 183.011 | 28   | 64          | 0    | Kuplung      |
| 22       | 29       | 8        | Dick Simon        | 182.787 | 30   | 58          | 0    | Lost wheel   |
| 23       | 10       | 66       | Roger Rager       | 186.374 | 13   | 55          | 2    | Baleset      |
| 24       | 11       | 23       | Jim McElreath     | 186.249 | 14   | 54          | 0    | Baleset      |
| 25       | 20       | 70       | Gordon Smiley     | 186.848 | 9    | 47          | 0    | Turbocharger |
| 26       | 7        | 15       | Johnny Parsons    | 187.412 | 8    | 44          | 0    | Dugattyú     |
| 27       | 9        | 5        | Al Unser          | 186.442 | 12   | 33          | 0    | Cylinder     |
| 28       | 13       | 40       | Tom Bagley        | 185.405 | 17   | 29          | 0    | Pump         |
| 29       | 4        | 35       | Spike Gehlhausen  | 188.344 | 4    | 20          | 0    | Baleset      |
| 30       | 27       | 94       | Bill Whittington  | 183.262 | 26   | 9           | 0    | Baleset      |
| 31       | 15       | 26       | Dick Ferguson     | 182.880 | 29   | 9           | 0    | Baleset      |
| 32       | 26       | 48       | Mike Mosley       | 183.449 | 25   | 5           | 0    | Gasket       |
| 33       | 14       | 95       | Larry Cannon      | 183.253 | 27   | 2           | 0    | Camshaft     |